# 乌多·勒里希
乌多·勒里希（德語：Udo Röhrig，1943年6月2日—），德国前男子手球运动员。他曾代表东德国家队参加1972年夏季奥林匹克运动会手球比赛，结果队伍获得第四名。